# Горомару, Аюму
Аю́му Горома́ру (яп. 五郎丸 歩 Горомару Аюму, род. 1 марта 1986 года в Фукуоке) — японский регбист, выступающий за французский клуб «Тулон» и сборную Японии на позиции фулбэка. Рекордсмен национальной сборной по количеству набранных очков.

## Карьера
На международной арене в составе сборной Японии Аюму Горомару дебютировал 15 апреля 2005 года в Монтевидео, когда вышел на замену в товарищеской игре с уругвайцами (18-24). В второй игре за сборную в мае того же года занёс попытку румынам и был назван газетой The Japan Times будущей надеждой японского регби.
Однако после столь удачного дебюта в сборной Горомару потерял в ней место после смены главного тренера и вернулся в команду лишь спустя 4 года в 2009 году, при этом не имея статуса игрока основы. В 2011 году он не был включен в состав сборной на чемпионат мира в Новой Зеландии.
В сезоне 2011/12 Горомару стал лучшим игроком национального первенства по набранным очкам, вошёл в символическую сборную и получил вызов в сборную после восемнадцатимесячного отсутствия.
В первых двух играх с командами Казахстана и ОАЭ Аюму занёс 4 попытки и суммарно набрал 62 очка, сделав весомую заявку на получение постоянного места в стартовом составе национальной сборной. Всего в 2012 году он сыграл во всех 9 встречах японской сборной и стал её лучшим бомбардиром (159 очков). Умение Горомару пробивать штрафные удары принесло японцам первую в истории победу на выезде в Европе (были повержены сборные Румынии и Грузии).
В следующем сезоне Горомару опять стал лучшим бомбардиром национального первенства и второй раз подряд пробился в символическую сборную. В международных тест-матчах стопроцентная точность Аюму помогла сборной Японии одержать домашнюю победу над Уэльсом со счётом 23-8.
Перед чемпионатом мира 2015 года Горомару был игроком основного состава японцев, а также основным бьющим сборной. Без замен он отыграл все четыре матча и в каждом из них набирал очки. В матче первого тура, где японцы сенсационно обыграли сборную ЮАР 34-32, Горомару занёс попытку, реализовал 5 пенальти из шести, а из трех реализаций промахнулся лишь однажды. В игре второго тура против шотландцев забил по одному пенальти и реализации, а в матчах со США и Самоа забил в общей сложности 11 из 14 ударов. По результатам чемпионата Горомару вошёл в символическую сборную турнира.
В 2016 году дебютировал в Супер Регби в составе австралийского клуба «Квинсленд Редс». По иронии судьбы в матче с единственной японской командой лиги «Санвулвз» Горомару получил травму плеча и пропусти большую часть турнира. Летом 2016 года подписал однолетний контракт с французским «Тулоном», где получил возможность тренироваться под руководством одного из лучших бьющих в истории регби — британца Джонни Уилкинсона.